# الولادة الجديدة (رواية)
الولادة الجديدة، أو الانبعاث، هي رواية خيال علمي للكاتب البريطاني جون ويندهام، نشرها مايكل جوزيف لأول مرة في عام 1955. وهي الأقل نمطية بين روايات ويندهام الرئيسية، لكن البعض اعتبرها أحد أفضل أعماله. كانت النسخة المخطوطة بعنوان وقت للتغيير.
عدلت باربرا كليغ الرواية لتتوافق مع راديو بي بي سي في عام 1982، بالإضافة إلى تعديل أجرته جين روجرز في عام 2012. وعدلها أيضًا الكاتب المسرحي ديفيد هاروير في عام 1999.   

## ملخص الحبكة
يمتلك قاطنو لابرادور بعد نهاية العالم معرفة مبهمة بشأن «الأشخاص القدامى»، إذ اعتقدوا أن حضارة متقدمة تكنولوجيًا دُمرت عندما بعث الإله «ابتلاءً» للعالم لمعاقبتهم على خطايا أسلافهم. يمارس السكان شعائر المسيحية الأصولية⸵ يؤمنون بأنه من أجل اتباع كلمة الإله وتفادي ابتلاء آخر، يجب عليهم أن يحافظوا على حياة طبيعية مطلقة بين الناجين من البشر والنباتات والحيوانات، وعليه مارسوا تحسين النسل. اعتبروا البشر المصابين حتى ولو بطفرات بسيطة مُزدرين للأديان وكانوا إما يقتلوهم أو ينفوهم إلى المناطق المهمشة والتي تسودها الفوضى والبرية التي تعج بطفرات الحيوانات والنباتات، والتي يُذكر أنها ملوثة بالإشعاع. جرت المناقشات حول الاحتفاظ بالقط مقطوع الذيل أو حيازة الأحصنة ذات الأحجام الضخمة. وُجدت تلك السلالات الشرعية كما تراها الحكومة عبر التكاثر التقليدي. تعتبر العديد من المجتمعات الأرثوذكسية الرائدة الموقف الحكومي متهكمًا وضلاليًا، ويُذكر أنهم يدعمون استخدام تلك الحيوانات لهدف واحد وهو زيادة كفاءتها.
تجري أحداث القصة بشكل رئيسي في مستوطنات واكنوك الريفية الداخلية، والتي يقطنها أفراد جسورين وأتقياء. يحلم ديفيد ستورم، نجل أحد أكثر الرجال تدينًا، جوزيف ستورم، بمدن كبيرة و«عربات دون أحصنة»، لكنه لا يفهم لمَ تراوده تلك الأحلام أو ما تعنيه، ويتوخى الحذر بشأن إخبار والده بذلك، خشية أن يثير الشبهات حول كونه مسخًا. يصادق ديفيد صوفي، وهي فتاة تُخفي أمر امتلاكها لست أصابع في قدمها. لاحقًا، تحاول عائلة صوفي الهروب من الأفعال الانتقامية (الاحتفالات التي يُطهَر فيها الملعونون)، وذلك عندما لاحظ فتى محلي آثار أقدامها المبللة أثناء سيرها على الشاطئ بعد السباحة.
يخفي ديفيد وغيره من الأطفال في وانكوك شكل الطفرة التي يمتلكونها وهي التخاطر، ويوفر عم ديفيد، أكسل، الحماية لتلك المجموعة من الاضطهاد، بعد أن يعلم عنها أثناء تحدثه مع ديفيد حول تخاطره أثناء صغره. يقتل أكسل زوج أحد أعضاء المجموعة (الصبي الذي أخبر المفتشين عن صوفي) لأنه سيبتز المتخاطرين ويهددهم بكشف طفرتهم للمفتشين. عندما تصرخ أخت ديفيد، بترا، طلبًا للمساعدة من المتخاطرين ذهنيًا الآخرين حين هاجم كائن قطّي ضخم حصانها أثناء امتطائها له في الغابة، فيصابون بالذهول وتجمد الحركة عشوائيًا في ما يبدو، وعليه كانوا على وشك أن يُكشفوا.
لاحقًا، يُلقى القبض على اثنين من المتخاطرين، كاثرين وسالي، وتُعذبا من أجل الحصول على المعلومات، في حين تذهب ابنة عم ديفيد روزاليند برفقة بترا إلى المناطق المهمشة. يبقى خلفهم متخاطر اسمه مايكل للتخلص من الأشخاص الذين يتتبعون المتخاطرين. تطاردهم مجموعة رجال من عدة مقاطعات. تضم المجموعة مايكل، وهو الذي يحاول قيادة المجموعة خارج مسار الطريق. لاحقًا، وبمساعدة قدرات بترا التخاطرية الخارقة، يتواصلون مع جماعة من المتخاطرين في دولة أخرى تُدعى «سيلاند» (نيوزلندا). يهرب ديفيد وروزاليند وبترا من المجموعة التي تطاردهم بمساعدة صوفي التي تعيش في المناطق المهمشة، وتنقذهم بعثة من سيلاند. لسوء الحظ، لا يمتلكون وقودًا كافيًا للعودة بالمركبة إلى وانكوك لإحضار رايتشل، المتخاطرة الوحيدة المتبقية في وانكوك⸵ وبدلًا من ذلك، يواصلون توجههم نحو سيلاند. ويبقى مايكل في وانكوك لإنقاذ رايتشل من المفتشين.

## الابتلاء
رغم عدم ذكر طبيعة «الابتلاء» صراحة، يوحى بأنه كان محرقة نووية، وذلك من الطفرات وما ورد عن قصص البحارة الذين أبلغوا عن مخلفات سوداء وزجاجية في الجنوب الغربي حيث يمكن رؤية بقايا المدن المتوهجة بضعف (يُحتمل أنه الساحل الشرقي للولايات المتحدة). يغامر البحارة بالقرب من تلك الأنقاض مما يؤدي إلى معاناتهم من أعراض مماثلة للتسمم الإشعاعي. تذكر امرأة من سيلاند، وهي شخصية ذات معرفة جلية بتقنيات الأشخاص القدامى، أمر «قوة الآلهة في أيدي الأطفال»، مشيرة إلى القدرات النووية لطاقة العالم التي قادها الزعماء السياسيين غير الأكفاء.

## الشخصيات الرئيسية
- ديفيد ستورم، وهو راوي القصة. ديفيد واحد من مجموعة صغيرة من الشبان الذين يمكنهم التواصل معًا عبر التخاطر. ومع ذلك، يجب عليه وأصدقاءه إبقاء قدراتهم مخفية بحذر بسبب تحامل مجتمعهم اللاهوتي ضد أي وسائل غير طبيعية. يُخفي ديفيد وروزاليند حبهم لبعض بسبب العداء المرير بين عائلتيهما.
- صوفي ويندر هي فتاة صغيرة وُلدت بست أصابع في أحد أقدامها. تعيش صوفي مع والديها في كوخ معزول في مكان ما شمال غربي وانكوك، ويمنعها اختلافها عما هو «سائد» من معاشرة الأطفال الآخرين. تُصادق ديفد بعد أن يكتشف سرها ويعدها ألا يفصح عنه.
- جوزيف ستورم، وهو والد ديفيد وبترا. وهو ذو شخصية متسلطة، ومتدين بعمق، وموقفه ثابت من الطفرات والكفر، حتى أنه عاقب ديفيد بشدة عندما كفر بصورة غير معتمده أثناء تعليقه حول «حاجته ليد إضافية» لوضع الضمادة.
- العم أليكس، وهو بحار سابق سافر كثيرًا، ذو عقلية منفتحة ومستعد للتشكيك في التعاليم الدينية التقليدية. فور اكتشافه لتخاطر ديفيد، نصحه بتوخي الحذر وطالَب أن يعده بأن يولي عناية كبيرة بعدم السماح للآخرين أن يعلموا عن طفرته.
- بترا ستورم، وهي أصغر أطفال ستورم. تكتشف مجموعة المتخاطرين بأن قدرتها قوية بشكل استثنائي ويصعب مقاومتها، مما يعرض المجموعة لمخاطر أكبر أن يُكشف أمرهم.
- روزاليند مورتون، وهي أقرب أصدقاء ديفيد له من مجموعة المتخاطرين. ويصبحان لاحقًا ثنائيًا في الكتاب. تعيش في مزرعة مجاورة وهي نصف ابنة عم لديفيد.
- المرأة من سيلاند وشعبها وهم من مجتمع متقدم تكنولوجيًا، تكون فيه قدرة التخاطر شائعة أكثر ومقبولة ومُشجعة ومدروسة، ولكن ليست  منتشرة على نطاق واسع. تدعو المرأة دولتها «زيلاند»، لكن المتخاطرين يصرون على دعوتها «سيلاند» بدلًا من ذلك.
- مايكل، وهو أكثر المتخاطرين موضوعية وإدراكًا وحسمًا، والأفضل تعليمًا، ويلعب دورًا قياديًا في المجموعة في العديد من الأحيان رغم غيابه الجسدي من أحداث القصة. تبقى قدراته التخاطرية سرية، وينضم إلى فرقة المطاردة في الطليعة نحو المناطق المهمشة لتزويد ديفيد وروزاليند بآخر المستجدات والتحذيرات أثناء هربهما.
- رايتشل، وهي آخر المتخاطرين المتبقين في وانكوك بعد أن غادر ديفيد وروزاليند وبترا إلى زيلاند. وبما أن شقيقتها الكبرى التي كانت متخاطرة انتحرت مسبقًا في الكتاب، فقدرها المحتمل، بأن تُترك وحيدة بينما يغادر الآخرون، ينطوي على شفقة أكبر. يبقى مايكل مع رايتشل كفعل بطولي والتزام وحب عندما يعلمون أن المركبة التي تحضر الأربعة الآخرين من المتخاطرين إلى زيلاند لا تمتلك وقودًا كافيًا لإحضار رايتشل من وانكوك وتعود للمنزل مجددًا. يعلن مايكل عن رغبته بإيجاد وسائل أخرى للعودة إلى زيلاند برفقة رايتشل في المستقبل.

## تلميحات الجغرافيا الفعلية
تقع قرية وانكوك الداخلية (وابوش) جنوب غربي لابرادور. أصبحت لابرادور منطقة دافئة أكثر في المستقبل الخيالي، وبمساحات واسعة من الأراضي الصالحة للزراعة. ريغو (ريغوليت) هي عاصمة لابرادور والحكومة الخيالية في الكتاب، وهي بلدة نهرية كبيرة نسبيًا تقع قرب الساحل الشرقي. يرد ذكر ميناء لارك (لارك هاربور) كنقطة طريق تقع على الساحل الشرقي لجزيرة نيوف (نيوفاوندلاند) حيث يمكن للبحارة الحصول على المؤونة.
ورد ذكر جزيرة كبيرة في الشمال الغربي (غرين لاند) ويُشاع بأنها مأهولة بالشعب الأمازوني ذو العادات الغريبة. توصف الجزر الشمالية بأنها باردة ومأهولة بشكل أساسي من الطيور والحيوانات البحرية (جزيرة نونافوت) سافر العم أليكس، وهو بحار سابق، بعيدًا نحو جنوب لابرادور، ورأى «السواحل السوداء» من مسافة بعيدة، حيث يوجد مناطق تحتوي على ما يشبه أنقاض الحضارة القديمة. ويروي أيضًا حكايات حول قرود أمريكا الجنوبية التي تعيش في الغابات.
شكلت المناطق الجغرافية الأقل تأثرًا بالاشتباكات النووية وعواقبها، خاصة سيلاند (نيوزلندا)، موطنًا للمجتمع المتقدم تكنولوجيًا واجتماعيًا، حيث لم يكن التخاطر معيارًا فقط، وإنما طُوّر وحُفّز كميزة نجاة.